# Rejon koszechablski
Rejon koszechablski (ros. Кошеха́бльский райо́н; adyg. Кощхьаблэ район) – rejon w południowo-zachodniej Rosji, wchodzący w skład Republiki Adygei. Stolicą rejonu jest Koszechabl (7,3 tys. mieszkańców).

## Położenie
Rejon koszechablski jest najbardziej na wschód wysuniętym rejonem Adygei. Położony jest na lewym brzegu rzeki Ława. Rozciągłość południkowa rejonu wynosi 74 km, równoleżnikowa – 20 km. 
Rejon zajmuje powierzchnię 606 km².

## Ludność
Rejon zamieszkany jest przez 30 900 osób, wielu narodowości, głównie Adygejczyków i Rosjan. Struktura narodowościowa rejonu przedstawia się następująco:
- Adygejczycy – 15 459 osób (50,1%)
- Rosjanie – 13 457 osób (43,6%)
- Ormianie – 624 osoby (2,0%)
- Tatarzy – 601 osób (1,9%)
- Ukraińcy – 253 osoby (0,8%)
- pozostali – (1,6%)

Średnia gęstość zaludnienia w rejonie wynosi 42 os./km².

## Podział administracyjny
W skład rejonu wchodzi 9 wiejskich osiedli:
| Nazwa osiedla wiejskiego                                           | Ośrodki administracyjne     |
| ------------------------------------------------------------------ | --------------------------- |
| Bleczepsińskie osiedle wiejskie (Блечепсинское сельское поселение) | Bleczepsin (Блечепсин)      |
| Wolnieńskie osiedle wiejskie (Вольненское сельское поселение)      | Wolnoje (Вольное)           |
| Dmitriewskie osiedle wiejskie (Дмитриевское сельское поселение)    | Drużba (Дружба)             |
| Jegieruchajskie osiedle wiejskie (Егерухайское сельское поселение) | Jegieruchaj (Егерухай)      |
| Ignatjewskie osiedle wiejskie (Игнатьевское сельское поселение)    | Ignatjewskij (Игнатьевский) |
| Koszechablskie osiedle wiejskie (Кошехабльское сельское поселение) | Koszechabl (Кошехабль)      |
| Majskie osiedle wiejskie (Майское сельское поселение)              | Majskij (Майский)           |
| Natyrbowskie osiedle wiejskie (Натырбовское сельское поселение)    | Natyrbowo (Натырбово)       |
| Chodzińskie osiedle wiejskie (Ходзинское сельское поселение)       | Chodz (Ходзь)               |

## Gospodarka
Podstawową gałęzią gospodarki rejonu jest rolnictwo. Obszary rolnicze zajmują tu ponad 47,6 tysięcy ha. Znajduje się tu ponad 500 państwowych i ponad 8 tysięcy prywatnych gospodarstw rolnych.
Największe zakłady przemysłowe rejonu działają w sektorze budownictwa i przemysłu spożywczego.